# Комиссия по аномальным явлениям Русского географического общества
Комиссия по аномальным явлениям Русского географического общества (КАЯ, или Комиссия по изучению аномальных явлений) — одна из комиссий Русского географического общества (РГО), занимавшаяся изучением аномальных явлений (включая НЛО) и существовавшая до 2013 года. Проводила собственные экспедиции, например летом 2010 года. За время работы комиссия собрала 6 тысяч сообщений о предположительных контактах с внеземной цивилизацией, архив данных комиссии содержал как российские, так и зарубежные случаи.

## История
В 1970-е годы при Географическом обществе СССР (ныне РГО) в Ленинграде была создана Комиссия по изучению аномальных явлений в окружающей среде под руководством В. Б. Вилинбахова. В этот период в состав комиссии входили в основном военные, почти все высоких чинов, хотя были также учёные (академики, профессора, кандидаты наук). Деятельность комиссии в этот период не доводилась до широкой общественности, заседания были закрытыми, а на отчётах часто ставился гриф «для служебного пользования».
В современный период комиссия стала более открытой, специалисты и учёные, которые могли опровергнуть ту или иную теорию членов комиссии, получили возможность обратной связи и могли приглашаться на заседания, которые проводились раз в месяц по утверждённому плану. Однако к началу 2000-х годов комиссия испытала нехватку новых кадров, большинство учёных старого поколения умерло, а новых практически не было. Согласно бывшему председателю КАЯ Михаилу Герштейну, к 2013 году в комиссии оставался только один участник — он сам.